# Józef Birnbaum
Józef Dawid Birnbaum (ur. 19 marca 1857 w Stopnicy, zm. 26 maja 1932 w Nicei) – przemysłowiec, chemik, właściciel kamienicy w Łodzi, mecenas Łódzkiego Towarzystwa Muzycznego.

## Życiorys
Był synem Izydora (1836–1912), przemysłowca, i Salomei (1832–1909) z Saltzmanów. Po studiach w Instytucie Technologicznym w Petersburgu  uzyskał dyplom inżyniera chemika w 1901 r.
W 1881 przyjechał do Warszawy i tu zamieszkał na stałe. W 1892 w Warszawie w spółce z firmą Kalle & Co, Biebrich am Rhein wybudował fabrykę chemiczną. Ze spółki tej jednak wkrótce wystąpił i wspólnie z Maksymilianem Cohnem utworzyli w 1895 zakłady chemiczne w Strzemieszycach, które weszły później w skład koncernu „Strem” SA w Warszawie, specjalizującego się w produkcji wyrobów chemicznych, m.in. przetworów z kości (kleje, łój, mączka) i nawozów sztucznych. W 1915 był udziałowcem przedsiębiorstwa „Société d'Études Chimiques” w Genewie.
Wspólnie z bratem, Henrykiem Rafałem Birnbaumem (1858–1936), był właścicielem domu w Łodzi przy ul. Mikołajewskiej (ob. ul. H. Sienkiewicza) 3/5. W 1899 wchodził w skład Zarządu Łódzkiego Towarzystwa Muzycznego.
Od 1887 był żonaty z Dorotą (Dorą) (ur. 18 sierpnia 1867) Ginsberg, córką łódzkiego kupca i przemysłowca Wilhelma. Zmarł w 1932 w Nicei, gdzie został pochowany na cmentarzu rosyjskim.